# Bero Rigauer
Bero Rigauer (* 30. Oktober 1934) ist ein deutscher Sportsoziologe und Hochschullehrer. Er spielte auf Leistungsebene Basketball.

## Leben
Bero Rigauer studierte Sportwissenschaft sowie Soziologie am Institut für Sozialforschung der Universität Frankfurt u. a. bei Theodor W. Adorno und Max Horkheimer. Seine Diplomarbeit Sport und Arbeit wurde 1969 in der edition suhrkamp herausgebracht und 1981 in der Columbia University Press auf Englisch veröffentlicht.
Von 1969 bis 1975 war Rigauer wissenschaftlicher Assistent am Institut für Sportwissenschaft der Universität Tübingen (Arbeitsgebiete: Sportsoziologie, Theorie/Praxis der Sportspiele). 1977 Promotion zum Dr. rer. soc. an der Universität Tübingen, ab 1975 war er an der Universität Oldenburg Deutschlands erster Professor für Sportsoziologie. Seit 1969 veröffentlichte Rigauer zahlreiche deutsch- und englischsprachige sportsoziologische Einzelbeiträge zu Themen der gesellschaftlichen Sportentwicklung sowie zu den wissenschaftlichen Grundlagen der Sportsoziologie. 1982 kam sein Werk Sportsoziologie im Rowohlt-Verlag heraus. Rigauer übernahm diverse Lehraufträge an deutschen und internationalen Universitäten, u. a. eine Gastprofessur an der University of Leicester (GB)/Centre for Research into Sport and Society/CRSS (Prof. Eric Dunning PhD.).
An der Universität Oldenburg hatte er die Professur für Sportsoziologie bis 2000 inne. Nach seiner Pensionierung blieb er an der Universität Oldenburg als Lehrbeauftragter für Sportsoziologie sowie in der Forschung tätig. Er veröffentlichte mit Nils Robbert im Jahr 2000 das Werk Soziodynamische Prozesse in Sportspielen, und 2017 erschien Das Spiel des Sports.
Bero Rigauer ist Mitglied der Sektion „Soziologie des Sports“ in der Deutschen Gesellschaft für Soziologie sowie in der Sektion „Sportsoziologie“ der Deutschen Vereinigung für Sportwissenschaft.

## Belege
1. ↑  Bero Rigauer: Sport und Arbeit: Soziologische Zusammenhänge und ideologische Implikationen. Band 348 von Edition Suhrkamp. Suhrkamp Verlag, 1969, ISSN 0422-5821, S. 85.
2. ↑  Bero Rigauer: Warenstrukturelle Bedingungen leistungssportlichen Handelns. Achenbach, Lollar 1979.
3. ↑  Bero Rigauer: Sportsoziologie. Grundlagen, Methoden, Analysen. Rowohlt, Reinbek 1982, ISBN 3-499-17045-0, S. 279.
4. ↑  Bero Rigauer, Nils Robbert: Soziodynamische Prozesse in Sportspielen. Eine feld- und figurationssoziologische Untersuchung und Theoriebildung. Strauß, Köln 2000, ISBN 3-89001-344-9, S. 278.
5. ↑  Bero Rigauer: Das Spiel des Sports. Ein soziologischer Entwurf. Velbrück Wissenschaft, Weilerswist 2017, ISBN 978-3-95832-134-2, S. 360.

| Personendaten    | Personendaten                                |
| ---------------- | -------------------------------------------- |
| NAME             | Rigauer, Bero                                |
| KURZBESCHREIBUNG | deutscher Sportsoziologe und Hochschullehrer |
| GEBURTSDATUM     | 30. Oktober 1934                             |